# Hornøya
La isla de Hornøya es un pequeño islote deshabitado, situado en el municipio de Vardø, en la provincia de Finnmark, al norte de la península de Varanger, en Noruega.
Se halla a poco más de 1 kilómetro de la isla de Vardøya, sede de la capital del municipio, Vardø, la cual se comunica con el continente por medio de un túnel submarino. 
Las únicas construcciones humanas en Hornøya son un pequeño embarcadero de madera y un faro situado en el punto más elevado de la isla (apenas a 65 metros sobre el nivel del mar). Tiene una extensión de 0,4 km².
La isla de Hornøya y su vecina Reinøya, constituyen una Reserva natural, establecida en 1983 y son una importante área de cría de aves marinas, con cerca de 75.000 parejas nidificantes de diversas especies, como el frailecillo, el cormorán moñudo, el alca y el arao entre otras. Este hecho, sumado a lo accesible de su orografía, hace que todos los veranos sean visitadas por miles de observadores de aves y fotógrafos, así como por miembros de asociaciones ornitológicas para la realización de censos y anillamientos. 

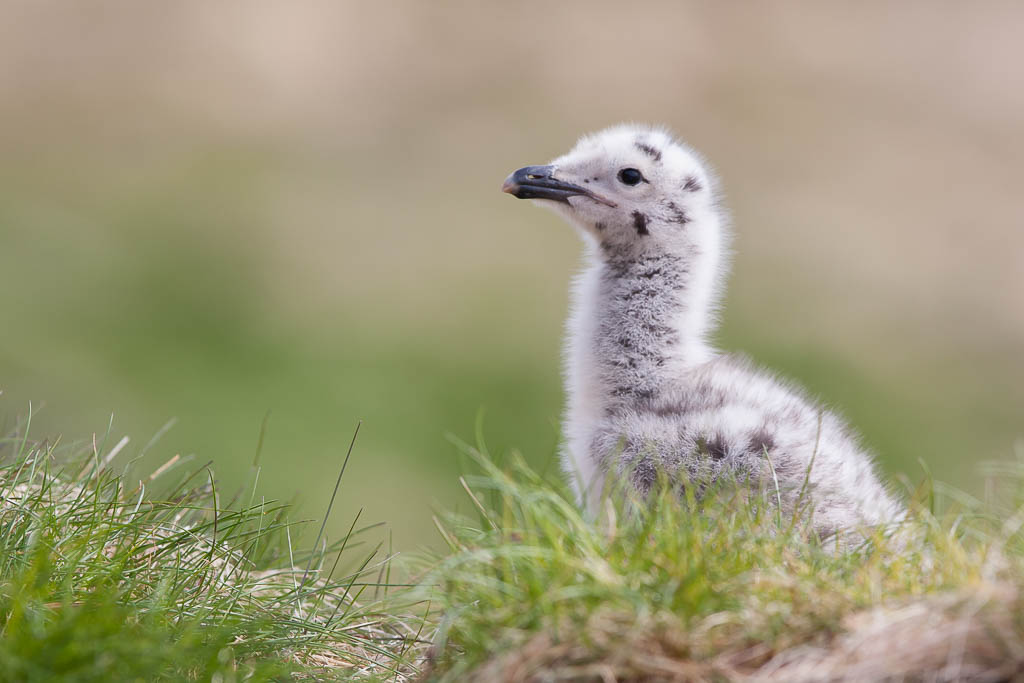
Inmaturo de gavión en Hornøya.
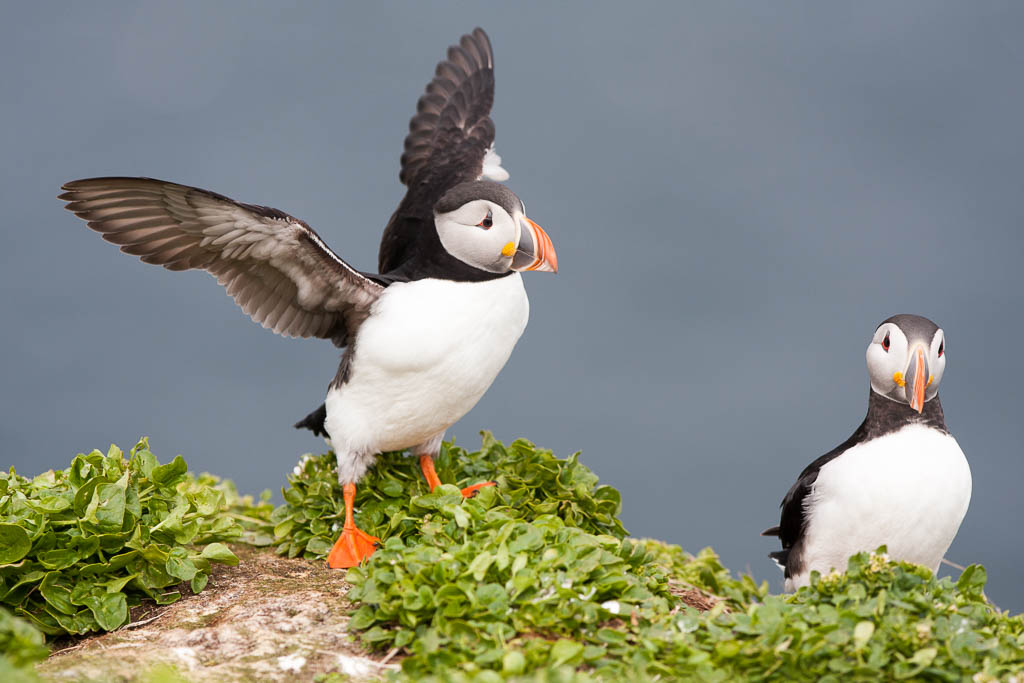
Pareja de frailecillos en Hornøya.
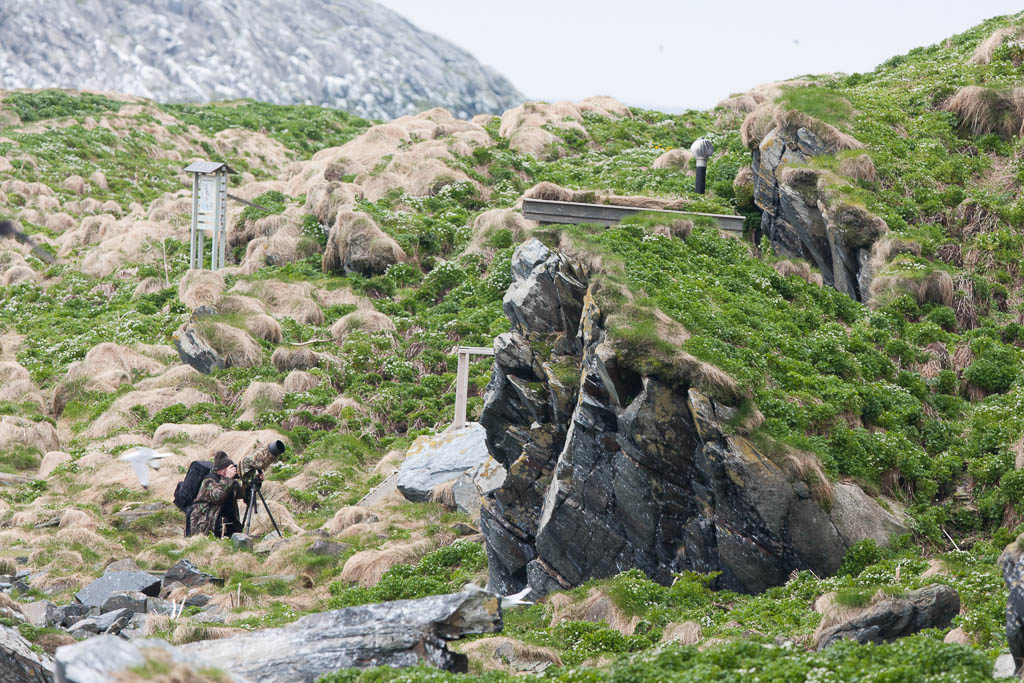
Fotógrafo en la isla de Hornøya.
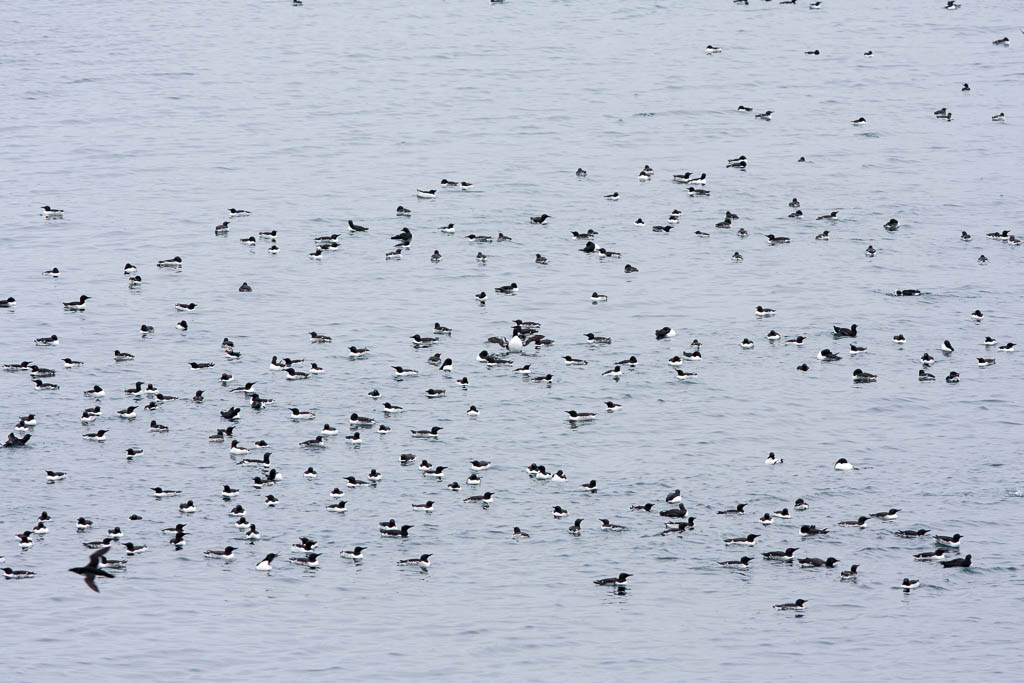
Bandada de aves marinas en las aguas de la isla de Hornøya.
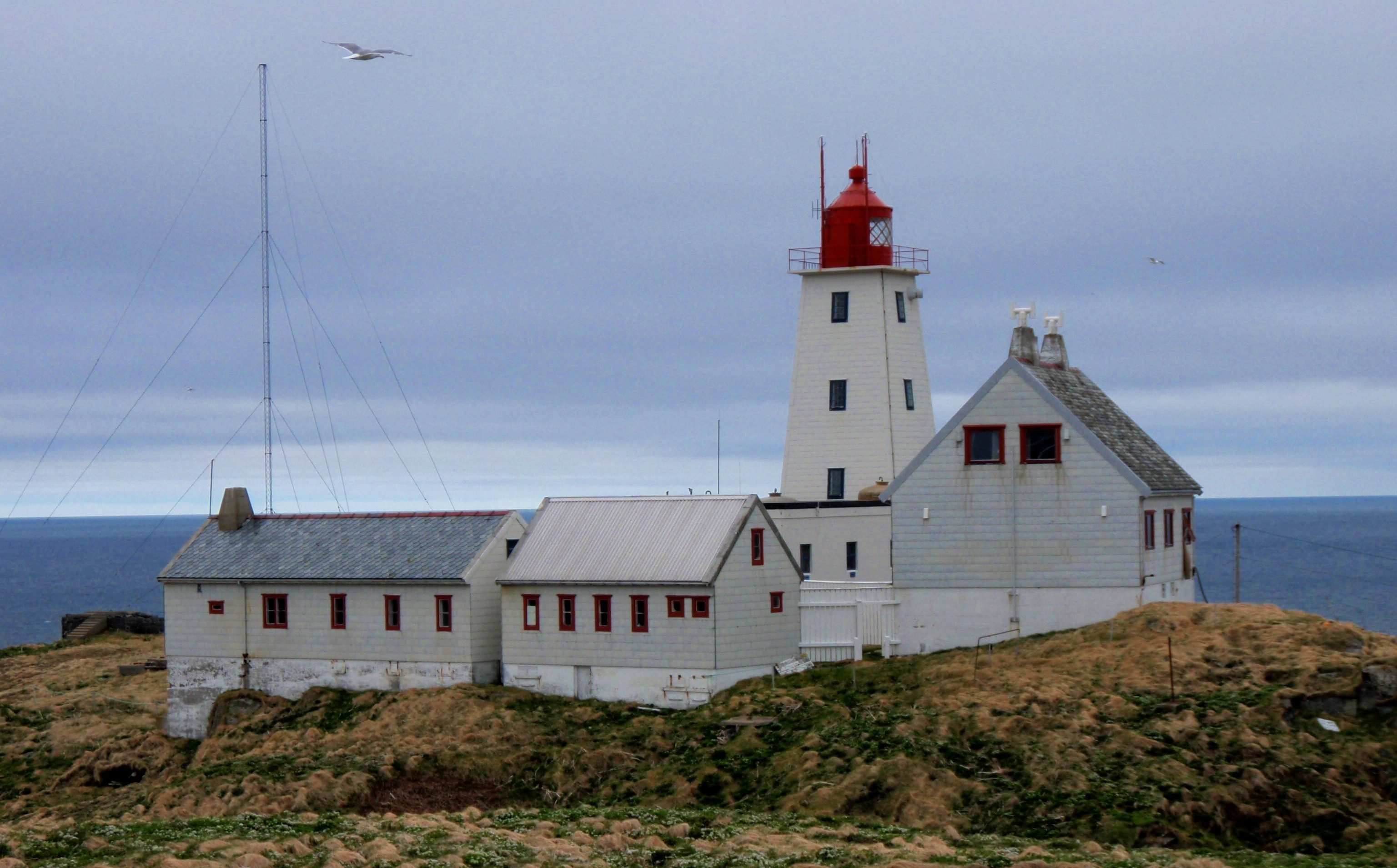
Faro de Hornøya.